# تيودور غيران
تيودور غيران (بالفرنسية: Sainte Théodore Guérin)‏ هي راهبة فرنسية، ولدت في 2 أكتوبر 1798 في Étables-sur-Mer ‏ في فرنسا، وتوفيت في 14 مايو 1856 في تير هوت في الولايات المتحدة.

## وصلات خارجية
- تيودور غيران على موقع الموسوعة البريطانية (الإنجليزية)